# Le Gendarme et les Gendarmettes
Le Gendarme et les Gendarmettes is een Franse komische film uit 1982 met Louis de Funès in de hoofdrol, geregisseerd door Jean Girault en Tony Aboyantz. De film heeft als Nederlandse titel De gendarme in paniek. Het is de zesde van de in totaal zes 'Le Gendarme'-films. Terwijl Jean Girault bezig was met deze film is hij overleden aan tuberculose. De regie werd overgenomen door Tony Aboyantz. Tevens is dit de laatste speelfilm waarin Louis de Funès verschijnt, hij overleed begin 1983 aan een hartaanval.

## Verhaal
Er komen vier nieuwe gendarmes in Saint-Tropez. Het zijn vier vrouwen die stage komen lopen. Ze verblijven in het klooster, maar dat houdt de mannelijke collega’s niet tegen elkaar te beconcurreren om het hart van de Gendarmettes te veroveren. Maar dan worden de gendarmettes ontvoerd en zetten de gendarmes een reddingspoging op touw.

## Trivia
De beroemde scène waarin zuster Clotilde, gespeeld door France Rumilly, met haar 2CV en roekeloze rijgedrag de Franse wegen onveilig maakt, werd in 2010  herbruikt in een reclamespot van Citroën.

## Rolverdeling
| Acteur          | Personage       |
| --------------- | --------------- |
| Louis de Funès  | Ludovic Cruchot |
| Michel Galabru  | Jérôme Gerber   |
| Maurice Risch   | Beaupied        |
| Patrick Préjean | Perlin          |
| Guy Grosso      | Tricard         |
| Michel Modo     | Berlicot        |
| France Rumilly  | Moeder Overste  |
| Claude Gensac   | Josépha Cruchot |